# Galium uniflorum
Galium uniflorum är en måreväxtart som beskrevs av André Michaux. Galium uniflorum ingår i släktet måror, och familjen måreväxter. Inga underarter finns listade i Catalogue of Life.